# Dolina Sucha Stawiańska

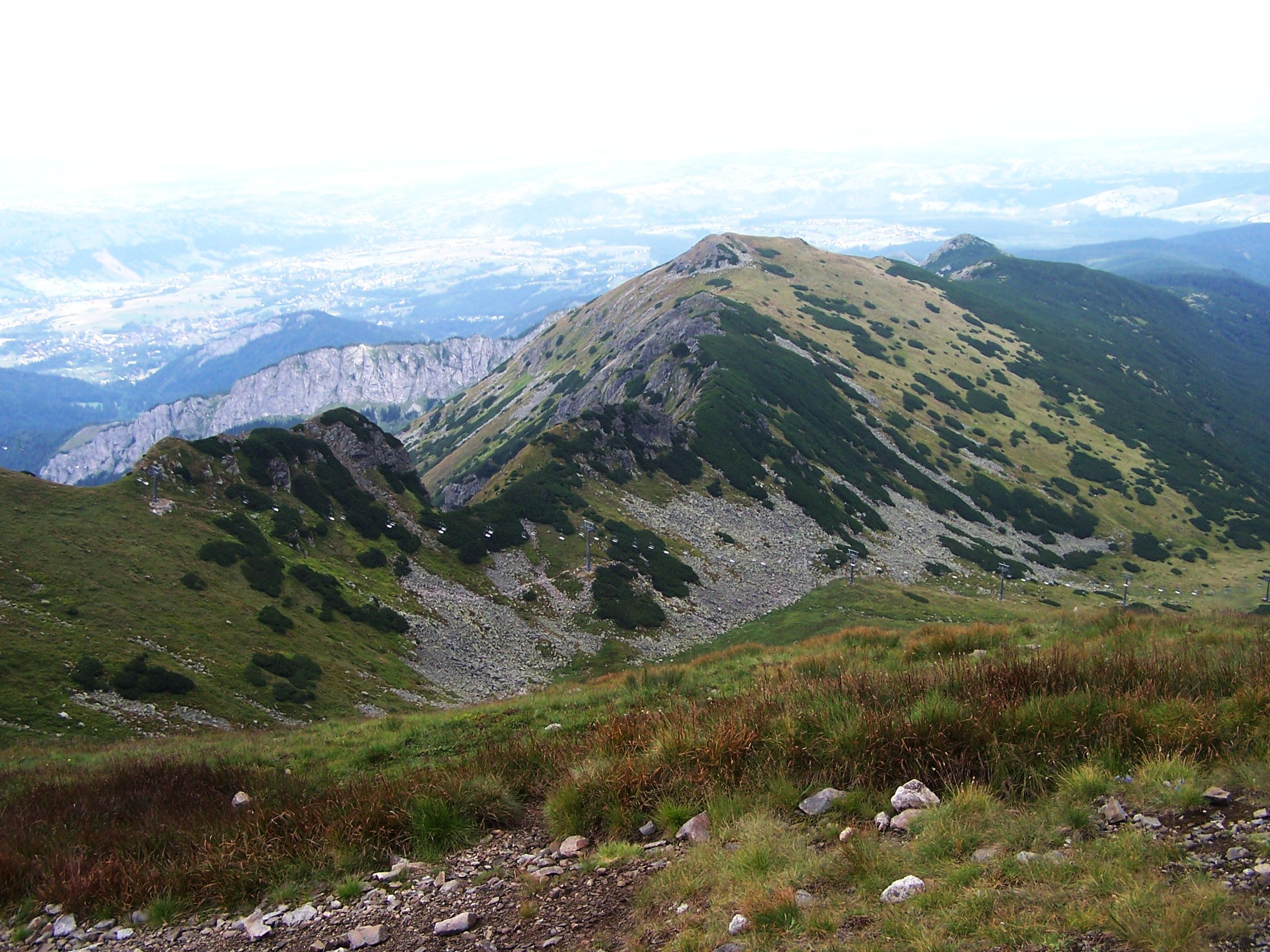
Uhrocie Kasprowe i górna część Doliny Suchej Stawiańskiej

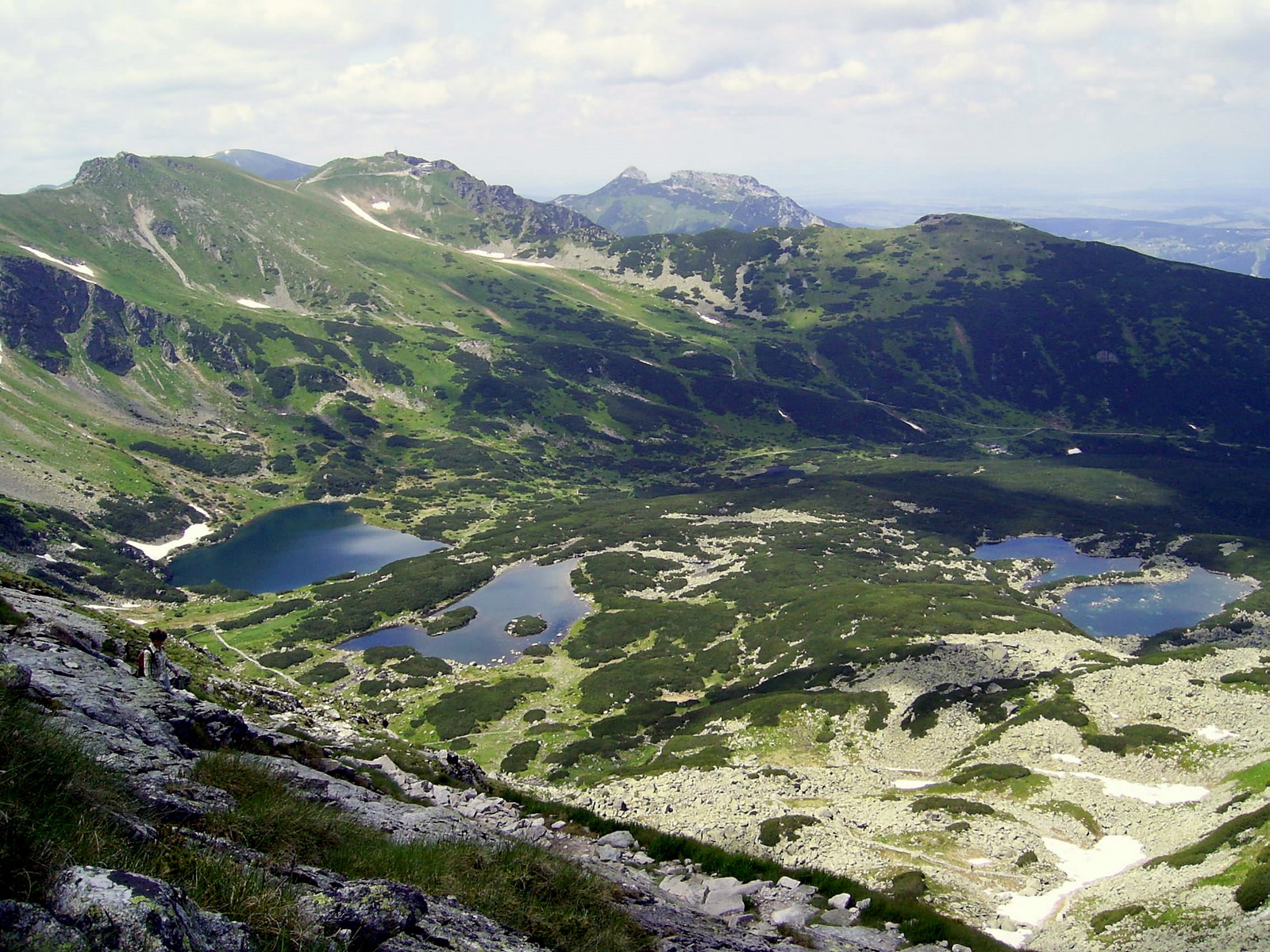
Dolina Sucha Stawiańska poniżej Kasprowego Wierchu

Dolina Sucha Stawiańska – położona na wysokości ok. 1700–1850 m n.p.m. odnoga Doliny Zielonej Gąsienicowej w polskich Tatrach Zachodnich. Jej najwyższe piętro to Kocioł Kasprowy (zwany też Kotłem Gąsienicowym). Jest to podłużna dolinka, otoczona z trzech stron przez Uhrocie Kasprowe, stoki Kasprowego Wierchu, Suchej Przełęczy i północno-wschodnią wypukłość Beskidu. Dołem uchodzi do Roztoki Stawiańskiej.
Według Władysława Cywińskiego Dolina Sucha Stawiańska to synonim Kotła Kasprowego. Podaje on, że Sucha Dolina Stawiańska to „nazwa (prawie nikomu) nieznana i (prawie przez nikogo) nie stosowana”. W istocie narciarze używają głównie nazw Kocioł Kasprowy lub Kocioł Gąsienicowy, jednak nazwa Sucha Dolina Stawiańska podawana jest na wielu mapach.
Przez Dolinę Suchą Stawiańską prowadzi popularny szlak turystyki pieszej z Doliny Gąsienicowej na Kasprowy Wierch i nartostrada do Kuźnic. W zimie w dolince tej jest rojno od narciarzy korzystających z wyciągu krzesełkowego Gąsienicowego. Jest to dolinka trawiasto-piarżysta. Dawniej była wypasana, wchodziła w skład Hali Gąsienicowej. Od czasu zniesienia wypasu stopniowo zaczyna zarastać kosodrzewiną.

## Szlaki turystyczne
od schroniska „Murowaniec” przez Dolinę Gąsienicową, Roztokę Stawiańską i Gienkowe Mury na Suchą Przełęcz. Czas przejścia 1:25 h, ↓ 1:05 h
 nartostrada (Trasa Gąsienicowa) z Kasprowego Wierchu, przez Kocioł Kasprowy do Kuźnic